# Золота троянда
Золота Троянда (фр. Rose d'Or) — міжнародний фестиваль телевізійної продукції, заснований 1964 року і з 2004 року проходить у Люцерні у Швейцарії. У фестивалі беруть участь представники з понад 40 країн світу. Фестиваль відображає найважливіші тенденції та тренди сучасної телеіндустрії.

## Організація фестивалю
До 2003 лише одній програмі вручався головний приз «Золота троянда». Інші програми отримували заохочувальні призи — «Срібні троянди» або «Бронзові троянди».
З 2004 після численних реформ фестивалю головний приз вручається декількох програмах — по одному у кожній категорії:
- TV Movie: телевізійний фільм, що складається не більше ніж з двох серій.
- Series: телесеріали з необмеженим числом серій, мильні опери, драматичні серіали, міні-серіали.
- Sitcom: телесеріали у жанрі ситуаційної комедії.
- Telenovela: теленовели з мелодраматичним сюжетом та обмеженим числом серій.
- Game Show: спортивні та інтелектуальні ігрові шоу.
- Comedy: комедійні шоу, скетч-шоу, імпровізаційні гумористичні шоу, стенд-ап.
- Children: розважальні та інформаційні телепрограми для дітей від 3 до 11 років.
- Youth: розважальні та інформаційні телепрограми для підлітків від 12 до 16 років.
- Live Event Show: шоу-вар'єте та прямі трансляції, у тому числі такі, що складаються з багатьох частин.
- Factual Entertainment: розважальні програми про життя знаменитостей, у тому числі реаліті-шоу, документальні фільми, соціальні експерименти та ток-шоу.
- Arts Documentary & Performing Arts: документальний фільм про мистецтво і/або культурі.
- Multiplatform: передачі, що розповідають про телебачення, інтернет, мобільні та цифрових пристрої.

## Переможці фестивалю

### 2004 рік
| Категорія                        | Переможець                                                                    | Телеканал         | Країна          |
| -------------------------------- | ----------------------------------------------------------------------------- | ----------------- | --------------- |
| Arts & Specials                  | Amelia                                                                        | Rhombus           | Канада          |
| Comedy                           | Creature Comforts                                                             | Aardman/ITV       | Велика Британія |
| Game Show                        | My New Best Friend                                                            | Tiger Aspect      | Велика Британія |
| Music                            | One Bullet Left                                                               | SF DRS            | Швейцарія       |
| Reality Show                     | Wife Swap                                                                     | Channel 4         | Велика Британія |
| Sitcom                           | Піп шоу                                                                       | Channel 4         | Велика Британія |
| Soap                             | Сан-Тропе                                                                     | Marathon          | Франція         |
| Variety                          | Ant and Dec's Saturday Night Takeaway                                         | ITV               | Велика Британія |
| Press Prize                      | Маленька Британія                                                             | BBC               | Велика Британія |
| Pilot award                      | Fur TV                                                                        | BBC               | Велика Британія |
| Best Male Performances: Comedy   | Гаррі Хілл («Harry Hill's TV Burp»)                                           | Avalon            | Велика Британія |
| Best Female Performances: Comedy | Анке Енгельке («Ladykracher»)                                                 | Brainpool/Sat.1   | Німеччина       |
| Best Male Performances: Sitcom   | Мартін Фрімен («Hardware»)                                                    | Thames Television | Велика Британія |
| Best Female Performances: Sitcom | Фелітасіс Волл («Берлін, Берлін»)                                             | Studio Hamburg    | Німеччина       |
| Best Male Performances: Soap     | Шон Річі («EastEnders»)                                                       | BBC               | Велика Британія |
| Best Female Performances: Soap   | Бенедикт Делмас («Sous le soleil»)                                            | Marathon          | Франція         |
| Best Performances: Game show     | Ентоні МакПартлін та Деклан Доннелі («Ant and Dec's Saturday Night Takeaway») | ITV               | Велика Британія |

### 2005 рік
| Категорія                        | Переможець                                        | Телеканал                     | Країна          |
| -------------------------------- | ------------------------------------------------- | ----------------------------- | --------------- |
| Arts & Specials                  | The Cost Of Living                                | DV8 Films                     |                 |
| Comedy                           | Маленька Британія                                 | BBC                           | Велика Британія |
| Game Show                        | Test the Nation                                   | BBC                           | Велика Британія |
| Music                            | Flashmob — The Opera                              | BBC                           | Велика Британія |
| Reality Show                     | Supernanny                                        | Channel 4                     | Велика Британія |
| Sitcom                           | Nighty Night                                      | BBC                           | Велика Британія |
| Soap                             | Заборонене кохання                                | ARD                           | Німеччина       |
| Variety                          | Strictly Come Dancing                             | BBC                           | Велика Британія |
| Press Prize                      | Schillerstraße ' '                                | Hurricane Fernseh Productions | Німеччина       |
| Best Male Performances: Comedy   | Девід Вільямс та Метт Лукас («Маленька Британія») | Channel 4                     | Велика Британія |
| Best Female Performances: Comedy | Піпа Хейвуд («Green Wing»)                        | Channel 4                     | Велика Британія |
| Best Male Performances: Sitcom   | Пітер Кей («Max & Paddy's Road to Nowhere»)       | Channel 4                     | Велика Британія |
| Best Female Performances: Sitcom | Зоуі Ванамекер («My Family»)                      | BBC                           | Велика Британія |
| Best Male Performances: Soap     | Пет Нолан («Fair City»)                           | RTÉ                           | Ірландія        |
| Best Female Performances: Soap   | Леслі-Енн Даун («Зухвалі і красиві»)              | CBS                           | США             |
| Best Performances: Game show     | Томас Готтшалк («Wetten, dass..?»)                | ZDF                           | Німеччина       |

### 2006 рік
| Категорія                        | Переможець                                | Телеканал | Країна          |
| -------------------------------- | ----------------------------------------- | --------- | --------------- |
| Arts & Specials                  | Girl in a minor                           | ABC TV    | Австралія       |
| Comedy                           | Look Around You                           | BBC       | Велика Британія |
| Game Show                        | Deal or No Deal                           | Channel 4 | Велика Британія |
| Reality Show                     | The Apprentice                            | BBC       | Велика Британія |
| Sitcom                           | Масовка                                   | BBC       | Велика Британія |
| Soap                             | Кохання у Берліні                         | Sat.1     | Німеччина       |
| Variety                          | The Sunday Night Project                  | Channel 4 | Велика Британія |
| Press Prize                      | Pastewka                                  | Sat.1     | Німеччина       |
| Best Male Performances: Comedy   | Кріс Ліллі («The Nominees»)               | ABC       | Австралія       |
| Best Female Performances: Comedy | Джо Джойнер («Swinging»)                  | Five      | Велика Британія |
| Best Male Performances: Sitcom   | Бастіан Пастевка («Pastewka»)             | Sat.1     | Німеччина       |
| Best Female Performances: Sitcom | Ешлі Дженсен («Масовка»)                  | BBC       | Велика Британія |
| Best Male Performances: Soap     | Джек Вагнер («Зухвалі і красиві»)         | CBS       | США             |
| Best Female Performances: Soap   | Олександра Нельдель («Кохання у Берліні») | Sat.1     | Німеччина       |
| Best Performances: Game show     | Стівен Фрай («Qi»)                        | BBC       | Велика Британія |

### 2007 рік
| Категорія                            | Переможець                     | Телеканал             | Країна          |
| ------------------------------------ | ------------------------------ | --------------------- | --------------- |
| Arts Documentary                     | Young@Heart                    | Channel 4             | Велика Британія |
| Comedy                               | The Vicar of Dibley            | BBC                   | Велика Британія |
| Performing Arts                      | Peter und der Wolf             | Channel 4             | Велика Британія |
| Performing Arts: Special Mention     | Car men                        | NPS                   | Нідерланди      |
| Reality                              | Secret Millionaire             | Channel 4             | Велика Британія |
| Reality: Special Mention             | My Last Words                  | Palm Plus Productions | Нідерланди      |
| Show                                 | The Pyramid                    | Castor Multimedia     | Хорватія        |
| Sitcom                               | Not Going Out                  | BBC                   | Велика Британія |
| Soap                                 | Con Passionate                 | S4C                   | Велика Британія |
| Soap: Special Mention                | Home Affairs                   | SABC                  | ПАР             |
| Best of 2007 Special Prize           | Young@Heart                    | Channel 4             | Велика Британія |
| Opera Special Prize                  | Man on the Moon                | Channel 4             | Велика Британія |
| Opera Special Prize: Special Mention | Mozart 22 — Le Nozze di Figaro | Unitel GmbH & Co KG   | Німеччина       |

### 2008 рік
| Категорія        | Переможець            | Телеканал           | Країна          |
| ---------------- | --------------------- | ------------------- | --------------- |
| Arts Documentary | Strictly Bolshoi      | Channel 4           | Велика Британія |
| Comedy           | Kombat Opera Presents | BBC Two             | Велика Британія |
| Drama            | Молокососи            | E4                  | Велика Британія |
| Entertainment    | Hider in the House    | BBC Two             | Велика Британія |
| Game Show        | Магія десяти          | CBS                 | США             |
| Performing Arts  | Mozart's Magic Flute  | Schweizer Fernsehen | Швейцарія       |
| Reality          | The Phone             | AVRO                | Нідерланди      |
| Sitcom           | Комп'ютерники         | Channel 4           | Велика Британія |
| Best Entertainer | Пітер Серафіновіч     | BBC Two             | Велика Британія |
| Best of 2008     | Kombat Opera Presents | BBC Two             | Велика Британія |

### 2009 рік
| Категорія        | Переможець                      | Телеканал | Країна          |
| ---------------- | ------------------------------- | --------- | --------------- |
| Arts Documentary | The Curse of the Mona Lisa      | Channel 4 | Велика Британія |
| Comedy           | Rick Mercer Report              | CBC       | Канада          |
| Drama            | Windfall & Misfortunes          | CBC       | Канада          |
| Entertainment    | El hormiguero                   | Cuatro    | Іспанія         |
| Game Show        | Relentless                      | ITV       | Велика Британія |
| Performing Arts  | The Eternity Man                | ABC       | Австралія       |
| Reality          | I Survived a Japanese Game Show | ABC       | США             |
| Sitcom           | My Family                       | BBC One   | Велика Британія |
| Best of 2009     | I Survived a Japanese Game Show | ABC       | США             |

### 2010 рік
| Категорія                          | Переможець                          | Телеканал               | Країна          |
| ---------------------------------- | ----------------------------------- | ----------------------- | --------------- |
| Arts Documentary & Performing Arts | Naboen                              | NRK                     | Норвегія        |
| Comedy                             | Benidorm Bastards                   | VMMA                    | Бельгія         |
| Drama                              | Hopeville                           | SABC                    | ПАР             |
| Variety & Live Event Show          | La Bohème im Hochhaus               | Schweizer Fernsehen     | Швейцарія       |
| Game Show                          | Bingo Banko                         | Babyfoot                | Данія           |
| Soap & Telenovela                  | Date Blind                          | Dori Media Distribution | Аргентина       |
| Children & Youth                   | Krimi.de — Episode 23 (Netzangriff) | Südwestrundfunk         | Німеччина       |
| Reality & Factual Entertainment    | Blood, Sweat and Takeaways          | BBC                     | Велика Британія |
| Sitcom                             | переростків                         | Channel 4               | Велика Британія |
| Multi Platform                     | Águila Roja                         | RTVE                    | Іспанія         |
| Social Award                       | Karawane der Hoffnung               | ProSieben               | Німеччина       |
| Best of 2010                       | Benidorm Bastards                   | VMMA                    | Бельгія         |
| Golden Jubilee Award               | корона-стріт                        | ITP                     | Велика Британія |
| Golden Jubilee Award               | Саймон Ковелл                       | ---                     | Велика Британія |

### 2011 рік
2011 року премія не вручалася, оскільки фестиваль був перенесений з осені на весну.

### 2012 рік
| Категорія                          | Переможець                           | Телеканал                  | Країна          |
| ---------------------------------- | ------------------------------------ | -------------------------- | --------------- |
| Arts Documentary & Performing Arts | The Sound of Ole Bull                | NRK                        | Норвегія        |
| Comedy                             | Black Mirror: The National Anthem    | Channel 4                  | Велика Британія |
| TV Movie                           | Homevideo                            | NDR                        | Німеччина       |
| Factual Entertainment              | Go back to where You Came From       | SBS Television Australia   | Австралія       |
| Live Event Show                    | Eurovision Song Contest 2011         | ARD                        | Німеччина       |
| Game Show                          | The Million Pound Drop Live          | Channel 4                  | Велика Британія |
| Series                             | Пен Американ                         | Sony Pictures Television   | США             |
| Children                           | Horrible Histories                   | BBC                        | UK              |
| Youth                              | Dream High                           | Korean Broadcasting System | Південна Корея  |
| Lifestyle                          | The Great British Bake Off           | BBC                        | Велика Британія |
| Sitcom                             | Friday Night Dinner                  | Channel 4                  | Велика Британія |
| Multi Platform                     | Plan B 7 y acción                    | Antena 3                   | Іспанія         |
| Best of Rose                       | Go back to where You Came From       | SBS Television Australia   | Австралія       |
| Honorary Rose                      | Top Gear (ведучий: Джеремі Кларксон) | BBC                        | Велика Британія |
| Innovation Rose                    | Штефан Рааб                          | ---                        | Німеччина       |
| Music Rose                         | Yello (Dieter Meier та Boris Blank)  | ---                        | Швейцарія       |
| Lifetime Rose                      | Iris Berben                          | ---                        | Німеччина       |